# Trương Ngạn Trạch
Trương Ngạn Trạch (? - 27 tháng 1, 947) là một vị tướng thời kì Ngũ Đại Thập Quốc phục vụ dưới triều Hậu Đường và Hậu Tấn và Nhà Liêu. Ông bị các sử gia coi là người độc ác, tham lam và không trung thành với nhà Hậu Tấn.

## Thân thế
Không biết Trương Ngạn Trạch sinh ra khi nào. Ông có tổ tiên là người Đột Quyết và họ đã sinh sống tại Thái Nguyên. Cả tổ phụ và phụ thân ông là những vị tướng phục vụ ở Âm Sơn Phủ (陰山府) , dưới quyền cho tiết độ sứ Hà Đông (Thái Nguyên, Sơn Tây). Thời trẻ, Trương Ngạn Trạch là người khỏe mạnh và dũng cảm, có đôi mắt vàng và có thể phát sáng trong tối, làm cho ông ta có nét giống mãnh thú.

## Thời Hậu Đường
Trong thời kì hai vị hoàng đế đầu tiên của Hậu Đường, Lý Tồn Úc và Lý Tự Nguyên, Trương Ngạn Trạch là chỉ huy kị binh (có thể là ông phục vụ cho Lý Tồn Úc khi ông ta còn làm Tấn vương). Nhờ tài năng, ông ta được giao chức quận thú, cai quản một số quận.(Trong thời gian này, gia đình ông có thể đã có một số liên minh với con rể của Lý Tự Nguyên là Thạch Kính Đường thông qua hôn nhân. Tư trị thông giám và Tân Ngũ Đại sử ngược lại nói rằng liên minh được thành lập với một vị tướng khác là Dương Quang Viễn).

## Thời Hậu Tấn

### Thời Cao Tổ
Năm 936, Thạch Kính Đường được nước Liêu trợ giúp đã cướp ngôi hoàng đế Hậu Đường là Lý Tùng Kha và lập nên triều Hậu Tấn. Trương Ngạn Trạch được phong làm thứ sử Tào Châu (nay là Hà Trạch, Sơn Đông). Trương sau đó phục vụ Dương Quang Viễn chống lại cuộc nổi loạn của Phạm Diên Quang. Nhờ chiến công dẹp loạn, Trương Ngạn Trạch được phong làm Trấn Quốc Tiết độ sứ (trị sở ở Vị Nam, Thiểm Tây) và sau đó chuyển đến Chương Nghĩa (trị ở ở Bình Lương, Cam Túc).
Trong thời gian cai quản Chương Nghĩa, một trong những thân tín của Trương Ngạn Trạch là Trương Thức, cũng là một người cùng tộc. Một trong những người con trai của Trương Ngạn Trạch cũng là thuộc hạ của ông nhưng hay làm trái ý của ông nên hay bị ông đánh đập. Trước hay trong năm 941, người con trai này do lo sợ đòn roi của Trương nên quyết định bỏ trốn nhưng đã bị bắt giữ lại ở Quý Châu (Tế Nam, Sơn Đông) và đưa về kinh thành. Thạch Kính Đường đã giao lại cho Trương Ngạn Trạch xử lý và tin rằng ông ta sẽ không trừng phạt hắn một cách nặng nề. Nhưng cuối cùng Trương lại muốn con trai mình chết. Trương Thức thấy vậy quá tàn nhẫn, liên tục phản đối nên làm Trương Ngạn Trạch nổi giận và bắn ông ta. Một thân tín khác của Trương Ngạn Trạch có hiềm khích với Trương Thức nên đã vu cáo ông ta khiến ông ta sợ hãi và bỏ trốn. Trương Ngạn Trạch sai lính truy bắt Trương Thức nhưng không bắt được ông ta cho. Khi đến Tĩnh Nan (nay thuộc Hàm Dương, Thiểm Tây), Tĩnh Nam Tiết độ sứ là Lý Chu đã báo cáo sự việc lại cho Thạch Kính Đường. Cao Tổ không muốn làm mất lòng Trương Ngạn Trạch nên ra lệnh đày Trương Thức đến Thương Châu (Thương Lạc, Thiểm Tây). Trương Ngạn Trạch vẫn không nguôi giận và sai chỉ huy của mình là Trịnh Nguyên Chiêu về kinh yêu cầu phải đưa Trương Thức trở lại Chương Nghĩa; Trịnh nói rằng "Nếu không giao Trương Thức lại cho Trương Ngạn Trạch thì hậu quả khôn lường". Hoàng đế buộc lòng phải giao Trương Thực trở lại. Trước khi đến Chương Nghĩa, Trương Ngạn Trạch đã xử tử Trương Thức bằng cách cắt lưỡi, phanh ngực và chặt chân tay.
Cha của Trương Thức là Trương Đạc nghe được cái chết của con trai nên đã lên triều khẳng định con mình vô tội. Năm 942, Cao Tổ đã cách chức Trương Ngạn Trạch và thay bằng Vương Chu. Khi Vương đến trị sở đã giao nộp một bản báo cáo kể ra 26 tội mà Trương Ngạn Trạch đã làm khi còn tại chức cho triều đình. Kết quả là 5000 hộ dân đã chạy trốn hay bị dời đi. Vương Chu còn cáo buộc Trương tự tiện tấn công các bộ tộc nhưng đã thất bại nặng nề; sau khi thảm bại, Trương đã cướp 1000 con ngựa từ người dân để bù vào thiệt hại của mình và ông ta đã xử tử Dương Hồng, người đã thoát được trận thua một cách tàn nhẫn như đã làm với Trương Thức bằng cách bẻ gãy tay chân trước khi chém đầu. Mặc dù các quan thúc giục, kể cả quân sư Trịnh Thọ Ích và đình úy là Lý Đào cũng cho rằng là Trương Ngạn Trạch đáng giết, nhưng Cao Tổ quyết định tha cho Trương do các chiến công lúc trước cũng như mối quan hệ với Dương Quang Viễn. Cao Tổ cho Trương làm chỉ huy cấm vệ quân, chỉ giáng cấp một bậc trong khi gia quyến của Trương Thức bao gồm cha, các anh em và con trai được phong quan. Người dân chạy trốn ở Chương Nghĩa thì quay lại và được miễn thuế.

### Thời Xuất Đế
Thạch Kính Đường qua đời năm 942 và con nuôi là Thạch Trọng Quý (là người cháu ruột) kế vị. Ngược với thái độ thần phục của Thạch Kính Đường trước Khiết Đan (đã đổi tên thành Liêu quốc), Xuất Đế có thái độ chống đối nên đã dẫn đến đổ vỡ mối quan hệ và sau đó quân Liêu thường hay tấn công Hậu Tấn . Theo lời khuyên của Xu mật sứ Tang Duy Hàn , Trương Ngạn Trạch được sai đi chống lại các cuộc tấn công cũng như chỉ huy các tướng lĩnh cấm vệ, trong thời gian năm 944 và 945 . Những chiến thắng của quân Liêu (được Liêu Thái Tông chỉ huy) trước quân Hậu Tấn trong năm 945 tại Dương Thành (Bảo Định, Hà Bắc), trong khi chú của Xuất Đế là Đỗ Trọng Uy tổng chỉ huy , không một ai có công lao bằng Trương Ngạn Trạch, dẫn đến mọi người lúc đó cho rằng Trương đã cố gắng báo đáp ơn tha chết của Thạch Kính Đường trước đó.
Trước mùa thu năm 945, Trương Ngạn Trạch được phong làm tiết độ sứ Chương Đức (trị sở An Dương, Hà Nam), đây là chức vụ được giao cho khi ông được sai đi đóng quân ở Hằng Châu (nay là Thạch Gia Trang, Hà Bắc) để phòng thủ chống quân Liêu . Trong thời gian ở Chương Đức, ông được các trí thức tôn trọng hơn lúc trước và quản lý địa phận của mình tốt. Khi đóng quân ở Hằng Châu, người Hình Châu (Hình Đài, Hồ Bắc), Ngụy Châu (Hàm Đan, Hồ Bắc), Tương Châu (Tân Hương, Hà Nam) được lệnh vận chuyển quân lương ra ngoài chiến trường, điều này tạo ra gánh nặng cho người dân, những người phải tự mình làm công việc. Trương Ngạn Trạch đã giải quyết bằng cách sai lính đi gặp những người dân vận chuyển trên đường và nhận quân lương từ họ rồi vận chuyển ra chiến trường. Cách làm này vừa giảm thiểu nguy cơ quân lương bị quân Liêu tấn công giữa đường vừa giảm nặng nhọc cho người dân nên được khen ngợi rất nhiều.
Năm 946, có tin đồn rằng tướng Liêu là Triệu Diên Thọ - trước đó là tướng của Hậu Đường nhưng đã bị Khiết Đan bắt dẫn đến việc Hậu Đường bị sụp đổ, có ý định đầu hàng Hậu Tấn. Lý Tung và Phùng Ngọc tin vào điều này nên đã sai Đỗ Uy viết một lá thư cho Triệu, cổ vũ ông ta tạo phản, và cử Triệu Hành Thực người trước kia từng phục vụ dưới trướng Triệu Diên Thọ, làm người đưa thư. Triệu Diên Thọ muốn lừa Hậu Tấn vào bẫy nên đáp rằng "Tôi ở ngoại quốc đã lâu và muốn trở lại Trung Hoa. Mong các vị đem quân đến hỗ trợ và tôi sẽ theo các vị về". Sau đó, theo lệnh của Liêu Thái Tông, tướng giữ Doanh Châu (Thương Khâu) là Lưu Diên Tộ dâng đất đầu hàng Hậu Tấn. Xuất Đế bèn sai Lý Thủ Trinh và Đỗ Uy Bắc Phạt, với mục tiêu trước lấy lại Yên Vân thập lục châu (những đất đai mà Cao Tổ dâng cho Liêu lúc trước) sau đó tiêu diệt Liêu. Khi Đỗ Uy và Lý Thủ Trinh tấn công, họ đã gặp phải quân đội do đích thân vua Liêu chỉ huy. Đỗ Uy và Lý Thủ Trinh ban đầu tính rút quân nhanh, nhưng Trương Ngạn Trạch đã hợp quân và khẳng định quân Liêu có thể bị đánh bại nên quân Hậu Tấn đã đóng lại một lúc. Tuy nhiên, cuối cùng quân Hậu Tấn bị bao vây ở cầu Trung Độ (Bảo Định). Liêu Thái Tông hứa sẽ cho Đỗ Uy làm hoàng đế nếu ông ta đầu hàng, Lý và Đỗ đã đồng ý (trong khi làm nghi thức đầu hàng, Thái Tông đã sai Triệu Diên Thọ khoác áo choàng cho Đỗ với ý mỉa mai). Liêu Thái Tông sau đó tiếp tục Nam hạ. Ông ta phong Lý Thủ Trinh chức Tư Đồ cũng như tiếp tục cho làm tiết độ sứ Thiên Bình, sai Lý và Đỗ đi theo đánh Hậu Tấn. Quân Hậu Tấn mất toàn bộ quân đội (do đã giao cho Lý và Đỗ trước đó) nên không còn khả năng phòng thủ, Khai Phong bị thất thủ và Xuất Đế buộc phải đầu hàng - Hậu Tấn sụp đổ. Sau đó, Liêu Thái Tông sai Trương Ngạn Trạch đem 2000 kỵ binh tiên phong tiến vào Đại Lương.

## Sau khi hàng Liêu
Khi tiến đến Đại Lương, Trương Ngạn Trạch vấp phải một số kháng cự nhỏ nhưng đều bị ông tiêu diệt hết và tiếp tục tiến vào thành. Thạch Trọng Quý nhận thấy tình cảnh vô vọng nên ban đầu tính tự sát nhưng đã bị ngăn cản bởi Tiết Siêu nên đã dâng sớ xin cho mình và Lý thái hậu (vợ Thạch Kính Đường) đầu hàng nhà Liêu. Xuất Đế cho gọi Trương để bàn nên xử sự như thế nào. Trương Ngạn Trạch từ chối gặp và nói rằng "Tôi không còn mặt mũi nào gặp thánh thượng của ngài nữa". Trương ép Tang Duy Hàn (người không còn là cấp trên của Trương Ngạn Trạch và là quan phủ Khai Phong) phải gặp mặt mình, Tang Duy Hàn đã chửi bới Trương nên bị siết cổ chết, sau đó Trương báo với Liêu Thái Tông (vốn không có ý định giết Tang Duy Hàn) rằng Tang đã tự sát. Trương Ngạn Trạch cũng xử tử thân tín của Xuất Đế là Nội sử Mạnh Thừa Hối.
Trương Ngạn Trạch cho người đi cướp phá kinh thành, và những người nghèo cũng thừa cơ tham gia cướp bóc của người giàu có khiến cho họ bị giết nhiều. Vụ việc diễn ra trong hai ngày và những của cải trong kinh thành đã bị cướp hoàn toàn, những châu báu được chất như núi ở bản doanh của Trương. Trương Ngạn Trạch cho rằng mình đã lập đại công cho Liêu Thái Tông nên không màng đến những điều xấu xa đó, ngược lại ông ta yến tiệc suốt đêm. Khi Trương đến bản doanh của mình, vài trăm kỵ binh đi theo đã giơ lá cờ viết "Tin tưởng vào chúa công". Trương cho xử tử nhiều người, thường là chém ngang lưng. Do hiềm khích với Cao Huân, Trương dẫn người đến phủ của Huân giết chú và các em của ông ta. Lý Đào tin rằng mình sẽ chết nếu cố gắng chạy trốn nên quyết định gặp Trương Ngạn Trạch, gửi một bức thư viết:
" Lý Đào, người đã yêu cầu xử tử Thái úy, đến để chịu chết".
Trương vui vẻ gặp Lý nói rằng
" Xá nhân (chức vụ của Lý Đào là Trung Thư Xá nhân) đã sợ rồi à ?"
Lý Đào đáp rằng:
" Điều mà Lý Đào này sợ hôm nay giống như của tướng quân lúc trước. Nếu Cao Tổ nghe lời tôi (xử tử Trương trong vụ Trương Thức) thì làm sao xảy ra đến như vậy ?"
Trương Ngạn Trạch cười, và uống rượu với Lý Đào. Sau đó tha chết ông ta.
Trương Ngạn Trạch đuổi cựu hoàng đế cùng gia đình khỏi hoàng cung, buộc họ chuyển đến khu ở tạm trong thành Khai Phong, và cướp toàn bộ châu báu của họ. Trương tặng một số cho Liêu Thái Tông, còn lại giữ riêng mình. Trương Ngạn Trạch bức mẹ của con nuôi Thạch Trọng Quý là Thạch Diên Hú (có lẽ là cháu trai của Thạch Kinh Đường) là Đinh thị làm thiếp của mình.
Liêu Thái Tông sau đó đến Đại Lương, Cao Huân (đi theo Liêu chủ) phát hiện ra gia đình mình bị giết hại và than khóc với Liêu chủ. Liêu chủ cực kì nổi giận với việc Trương Ngạn Trạch đã cướp bóc kinh thành, nên đã cùm Trương và thông ngôn Phó Trụ Nghê (傅住兒) là người đi cùng với ông giam lại. Liêu chủ ban ra một danh sách cáo trạng Trương cho các quan và hỏi rằng " Có đáng chết không ?". Bọn họ nhất loạt đồng ý, và trong lúc đó thì nhiều người dân cũng tố cáo tội ác của Trương. Liêu chủ ra lệnh xử trảm Trương và Phó, Cao Huân được chứng kiến cuộc hành hình. Khi Trương và Phó bị giải đến chợ bắc, nơi xử trảm công khai, con cháu của các nạn nhân mặc đồ tang than khóc, chửi rủa và đánh hai người bằng gậy gộc. Khi đến pháp trường, hai người bị chặt cổ tay để tháo cùm. Sau khi bị chặt đầu, tim Trương bị moi ra để tế vong hồn người chết. Mọi người chạy đến đập vỡ sọ Trương và ăn tươi nuốt sống nó.